# Templo de Santa Ana de Chinarras
Santa Ana de Chinarras es una antigua iglesia localizada en las cercanías de la ciudad de Aldama, Chihuahua, México. Es un el único vestigio sobreviviente de una antigua misión fundada en el año de 1716 por los padres de la Compañía de Jesús, con la oposición de los sacerdotes Franciscanos que consideraban la región como exclusiva para su evangelización, sin embargo los jesuitas recibieron la autorización del Gobernador de la Nueva Vizcaya, Manuel de San Juan y Santa Cruz y la ratifiación del rey Felipe V de España. En consecuencia los franciscanos fundaron muy cerca la misión de San Jerónimo, hoy Aldama, Chihuahua.
El padre Antonio Arias fue el primer encargado de esta misión que fue originalmente llamada como Santa Ana y San Francisco Javier de Chinarras, procediendo su nombre de los indígenas Chinarras, el principal grupo étnico de la región a los cual iba dirigida la evangelización. Permaneció habitada hasta el 22 de octubre de 1769 en que los apaches atacaron y arrasaron la población junto con la cercana San Jerónimo, dando muerte a muchos vecinos y obligando a huir a los sobrevivientes, desde entonces Santa Ana de Chinarras nunca volvió a ser habitado, a diferencia de San Jerónimo que se convertiriía en la ciudad de Aldama, el edificio de la Iglesia fue posteriormente reconstruido y en la actualidad se encuentra ubicado junto a la Carretera Federal 16 Chihuahua-Aldama, a unos dos kilómetros de esta última población, junto a ella se encuentra ubicada la entrada de llamado Bosque de Aldama, un popular balneario de la región.